# Київ-12.03

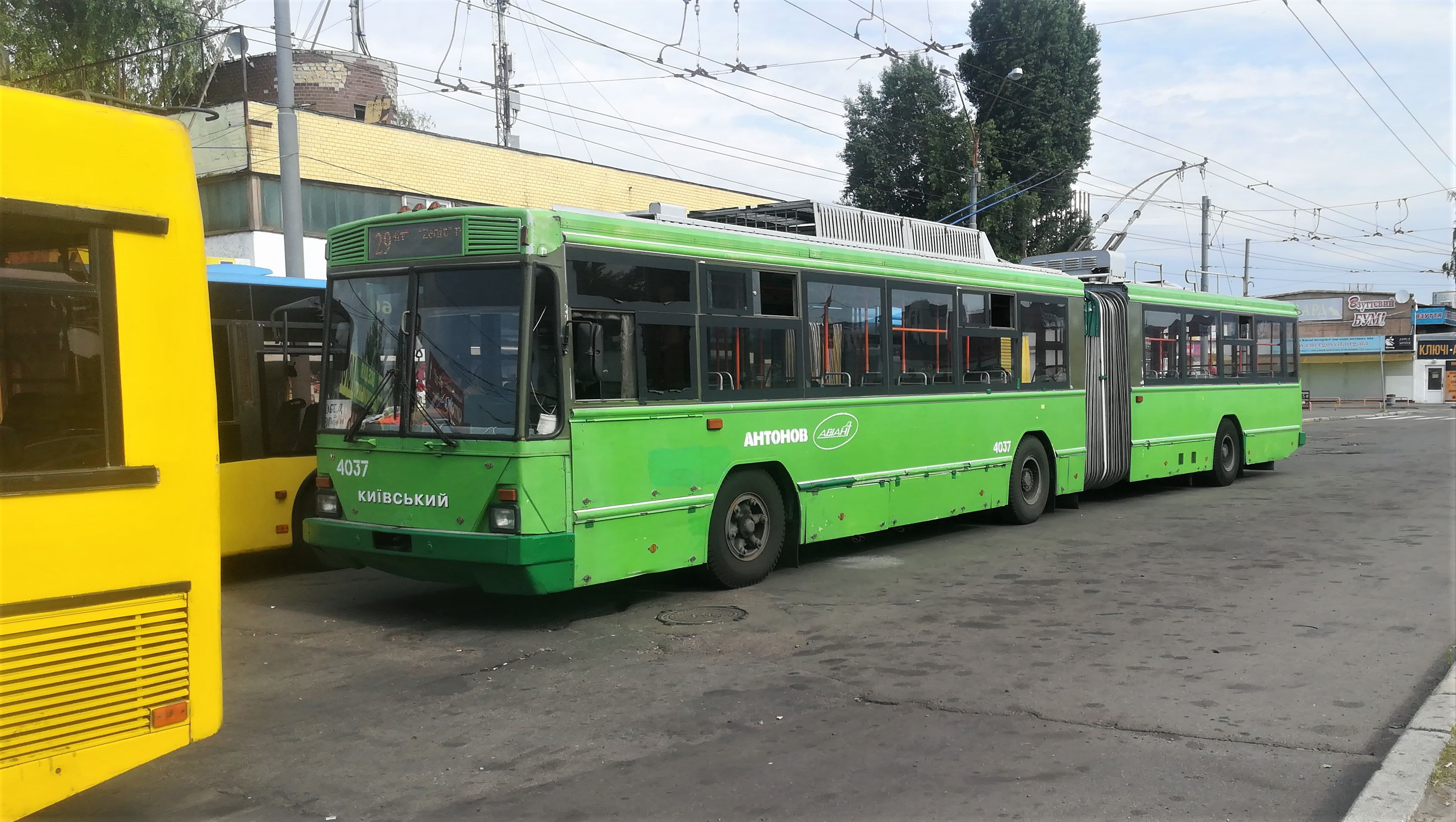
Київ-12.03

Київ—12.03 — український тролейбус, що випускався на Київському авіаційному заводі «Авіант» у 1996-2007, став наступником Київ-11, випущено 92 екземпляри даного тролейбуса, 89 з яких надійшли на маршрути Києва, а решта - на вулиці Сімферополя.

## Історія
Першими тролейбусами за часів незалежної України стали 18-метрові двосекційні Київ-11, які були розроблені Київським заводом електротранспорту. Київ-11 випускався з 1991 по 1993 (один екземпляр зроблений у 1996) у кількості 15 штук (10 випущено на КЗЕТі і 5 на УП Белкоммунмаш. На сьогодні працює лише 1 К11 у Могилеві, де в нього видалили причеп та з'єднувальну секцію і переробили на технічний). Також випускалася і менша версія К-11: Київ-11У (двох і тридверний), Київ-11У було випущено 55 штук, останній з яких працює у Чернігові як буфет для водіїв. Однак ці тролейбуси втрачали працездатність дуже швидко, не в останню чергу через те, що при їх виробництві були використані комплектуючі неналежної якості, і у переважній більшості, вітчизняні. Київ-11 був без сумніву невдалим тролейбусом, однак у 1996 році на його базі  Авіант освоїв виробництво сімейства тролейбусів Київ-12, до якого відноситься модель Київ—12.03. Всього було випущено 92 екземпляри тролейбусів, 89 з яких надійшло до Києва. Станом на 2015 рік на балансі перебуває 83 тролейбуси. Ще 3 екземпляри у 2007 надійшли у Сімферополь.

## Конструктивні особливості
Київ-11 мав численні недоліки. У Київ-12 більшість з них ліквідовано. Особливістю даного тролейбуса є те, що кузов виготовлено не зі звичайної жесті, як у Київ-11, а з дюралюмінію. Основа кузова — міцна дюралева рама. Завдяки дюралевому кузову і обшивці, тролейбус має ресурс кузова понад 20 років. Дюраль не іржавіє, тому не вимагає антикорозійного покриття. Це має важливо при використанні тролейбусів у зимовий час (коли дороги посипають технічною сіллю, що згубно впливає на сталеві конструкції, однак дюралю технічна сіль не може завдати шкоди, якої може завдати сталевій конструкції). Завдяки тому, що дюраль є легким сплавом, зменшено вагу кузова в порівнянні з аналогічними моделями в середньому на 2,5 т. Порівняно з Київ-11, тролейбус є дещо вищим; на тролейбусі застосоване безуламкове лобове скло-триплекс, обклеєне пластиком з двох боків і у разі ушкодження, скалки не розлітаються, а залишаються разом, і таким чином, не можуть завдати нікому травм. Фари у тролейбуса одиночні, прямокутні.
На тролейбусі застосована чеська тиристорно-імпульсна система керування Škoda Electric, тягова частина представлена двома чеськими двигунами Škoda 9AL2943rN  (аналогічним встановленим у Škoda 15Tr), що дало в середньому зниження енергоспоживання до 30% (в порівнянні з реостатно-контакторною), у той час як на Київ-11 було 2 Динамо ДК-213Б по 115 кіловат та РКСК виробництва КЗЕТу.
Сам салон комфортний для пасажирів, має 30 зручних крісел (хоч це досить мало, однак це дозволяє збільшити пасажиромісткість тролейбуса), розташованих на вбудованих обігрівачах. Робоче сидіння водія регулюється за висотою і має ресори. Бокові дзеркала заднього виду мають підігрів. В кабіні передбачена вентиляція.

## Технічні характеристики тролейбуса Київ-12.03
| Параметр                                                          | Значення для Київ-12.03                                                         |
| ----------------------------------------------------------------- | ------------------------------------------------------------------------------- |
| Довжина, мм                                                       | 18300                                                                           |
| Ширина, мм                                                        | 2530                                                                            |
| Висота, мм                                                        | 3570                                                                            |
| Висота підлоги салону над рівнем дороги, мм                       | 800                                                                             |
| Мінімальний дорожній просвіт, мм                                  | 180                                                                             |
| Кількість дверей                                                  | 4 (2—2—2—2)                                                                     |
| Пасажиромісткість, чол                                            | 193                                                                             |
| Сидячих місць, шт                                                 | 30                                                                              |
| Споряджена маса тролейбуса, кг                                    | 16400                                                                           |
| Максимальна технічна маса, кг                                     | ?                                                                               |
| Максимальне технічне навантаження на передню вісь, кг             | 7400                                                                            |
| Максимальне технічне навантаження на 2 (передню/середню вісь), кг | 11400                                                                           |
| Максимальне технічне навантаження на 3 (задню вісь), кг           | ?                                                                               |
| Двигун                                                            | 9AL2943rN (Чехія)                                                               |
| Кількість двигунів, шт                                            | 2                                                                               |
| Потужність, кіловат                                               | 200 (2×100)                                                                     |
| Система керування                                                 | тиристорно-імпульсна Skoda 3KTD3 реостатно-контакторна (один з двох Київ-12.01) |
| Ведучі мости                                                      | 2 ведучі мости виробництва фірми «RABA» (центральний і задній)                  |
| Максимально можливий підйом, який може подолати тролейбус, %      | 12                                                                              |
| Максимальна швидкість, км/год                                     | 65                                                                              |
| Розгін від 0 до 40 км/год, за, сек                                | 20                                                                              |

## Експлуатація
| Країна  | Місто       | Роки поставок | Кількість    | Експлуатаційні номери                                                                              |
| ------- | ----------- | ------------- | ------------ | -------------------------------------------------------------------------------------------------- |
| Україна | Київ        | 1996–2007     | 83 (було 89) | 1101-1115, 1117, 1119-1125, 1127, 1129-1131, 2501-2513, 4001-4050 (з них 6 списано, на балансі 83) |
| Україна | Сімферополь | 2005–2007     | 3            | 4200-4202                                                                                          |